# Jolly Roger
Jolly Roger, även kallad sjörövarflagga, piratflagga eller dödskalleflagga, är vanliga benämningar på de symboliska signalflaggor som traditionellt förts av sjörövare och kapare på sina fartyg vid kapning av andra fartyg, från 1600-talet fram till idag. Sådana flaggor består typiskt av en svart och en blodröd mönsterfri flagga som utsmyckats med ett symboliskt motiv (ungefär ett heraldiskt vapen), såsom skelett, dödskallar och vapen, etc, vars syfte är att sätta skräck i sjörövarnas offer. Den svarta flaggan hissades för att signalera att offer som frivilligt gav upp skulle skonas, medan den blodröda flaggan (blodflaggan/anfallsflaggan) signalerade anfall och död åt alla offer ombord. Namnet Jolly Roger härstammar från engelsktalande länder och sägs komma från franska: jolie rouge, ungefär "gulliga röda", det franska namnet för den blodröda anfallsflaggan. Även gröna och blåa flaggor har använts istället för svart flagga. Svarta flaggor var även vanligen svartbruna eller mörkbruna på grund av dess bomullstyg och blekning av solen.
Det mest typiska motivet för Jolly Roger består traditionellt av en dödskalle och två korslagda benknotor, eller i modern tid, även andra objekt, såsom korslagda svärd eller eldhandvapen. Korslagda objekt är mycket vanligt inom heraldik och har ofta en symbolik kopplade till objekten i fråga (korsade benknotor = döden). Jolly Rogers spridning av dödskallen med korsade benknotor som symbol har verkat till att den än idag förekommer som vanlig farosymbol (idag vanligen för giftighet). Symbolen används även militärt, känd bland annat från Preussiska och senare Tyska uniformer (tyska: Totenkopf (militärsymbol)(de)), samt som frihetssymbol av olika organisationer och tankesmedjor (exempelvis Piratbyrån eller Sea Shepherd Conservation Society).

## Etymologi
Etymologin bakom namnet Jolly Roger är omstridd. En teori är att det kommer ur franskans joli rouge (="vackra röda") vilket har omvandlats till engelska som "jolly roger". Röd flagga på kommunalhuset i Paris på 1700-talet betydde militärt undantagstillstånd. Flaggduken var också röd första gången den 1717 fördes av franska pirater. Detta skulle då/alternativt ha varit fransmännens beskrivning av flibustiärernas bloddränkta fana, som sedan förvanskades av engelsmännen.
Vid sidan av denna teori, finns ytterligare två teorier. Den första är att tamilen och sjörövaren Ali Raja förde röd flagg under strider i Indiska Oceanen. Ali Raja kallades av engelska pirater Ally Roger, Olly Roger och till sist Jolly Roger sedan sammanhanget glömts.
Den andra, senaste huvudteorin, är att ordet härstammar från engelskans roger, rogue. Ordet betyder luffare, alternativt är ett gammalt engelskt noaord för djävulen, något som tas upp i 1725 års New Canting Diactionary där Old Roger är en synonym till densamma. Teorin stöds av att Old Roger och Roger båda är tidigare belagda namnformer än Jolly Roger och Joli Rouge.
Kapten Richard Hawkins berättar att piratskeppen under 1600- talet generellt bar nationsfärger, men när de ville framtvinga kapitulation hissade de en röd eller ”blodig” flagga, samma flagga användes för att påminna skepp om att ingen nåd skulle ges ifall handelsskeppen gjorde motstånd. Användningen av den röda flaggan kan spåras till 1200-talet, en normandisk flottilj hissade den röda flaggan ”[a]s a sign no quarter would be given”, 1299. 1647 inkluderades den röda flaggan i brittiska marinens instruktioner: ”[a]s soon as the Admiral shall hoist a Red Flag on the flagg staff at the fore- top – mast – head, and fire again, every Ship in the fleet is to use their utmost Endeavour to engage the enemy in Order the Admiral has prescribed to them”.
Efter 1723 var piratflaggan vanligt i svart. Igenkänningstecknen var dock fortfarande desamma – en dödskalle med korslagda benknotor. Symbolerna på flaggan, dess storlek och snitt varierade dock, och varje fartygsbesättning hade en unik flagga. De symboler besättningarna använde för att pryda sin Jolly Roger med följde emellertid ett likartat symbolspråk.
I modern tid brukar Jolly Roger främst avse den svarta sjörövarflaggan, och ej den röda blodflaggan.

## Jolly Rogers historik
I början av 1700-talet började piraterna använda den legendariska flaggan. Den klassiska var svart med någon sorts symbol för döden i centrum, ofta tillsammans med andra symboler; exempelvis ett timglas för att påminna motståndaren om livets förgänglighet. Den första pirat som hissade denna flagga i strid var en fransman, Emmanuel Wynne, i strid mot örlogsskeppet HMS Poole utanför Kap Verdeöarna 1700. Flera forskare menar emellertid att även engelska sjörövare använt en svart flagga av liknande sort under denna tid. Engelsmannen John Quelch skall ha hissat den svarta flaggan 1704, alltså strax efter Wynne; den kallades då Black Jack.
Introduktionen av Jolly Roger uppfattas av historikern Charles Hill i en artikel i tidskriften Indian Antiquary som symbolen för en radikalisering av Kustens brödraskap, buckanjärerna. I första skedet av den svarta flaggans historia tycks den använts sparsamt. Vanligen användes fortfarande, i första hand nationalfärger; 1720 kämpade kapten Edward England och hans kvartermästare John Taylor med den svarta flaggan i stormasten, röda flaggan i förmasten och S:t Georges flagga i aktern.

### Flera flaggor, användning
Jolly Roger blev mycket vanlig kring 1720 i farvattnen kring Madagaskar. Det fanns dessutom hela tiden en röd flagga som kompletterade den svarta, enligt ett citat av kapten Hawkins ur dennes Redogörelse för hur jag tillfångatogs av kapten Springs och sedan led svår nöd bland pirater i Spanska sjön året 1724.
Den röda och den svarta flaggan brukades som signalflaggor. När piraterna befann sig på stort avstånd från det fartyg som skulle kapas förde man först falsk nationsflagg. På en kanonlängds avstånd hissades den svarta. Det attackerade fartyget förväntades då kapitulera – vilket de markerade genom att ta ner sin egen flagga, i marin terminologi ”strök de flagg”. Syftet med Jolly Rogers utseende var att skrämma piraternas byte, och hålla samman de stridande sjörövarna. Kapitulerade fienden inte, och tog upp striden, hissades den röda.
Kapten Snelgrave förklarade, vid ett tillfälle 1719, att flaggans funktion: - ”intended to frighten honest merchantmen into surrender on penalty of being murdered if they do not”.
Jolly Rogers funktion inom piratbesättningarna är svårare att få bekräftad; men flera vittnesmål tyder på att piraterna var redo att dö för att försvara den, och att marinen ofta framgångsrikt skändade den i syfte att förnedra piraterna; att den utifrån detta hade en signifikant betydelseladdning inom piratbesättningarna. Kapten Spriggs män svor till exempel att om de någonsin skulle finna sig själv övermannande: ”they would blow their ship up rather than do Jolly Roger the Disgrace to be struck or suffer themself to be hangd like dogs”.
Flaggan och piraternas rykte var oftast tillräckliga argument för ett skepp i legal trafik att stryka flagg. Historikern Kenneth Kinkor, professor och chef för den historiska forskningen kring utgrävningen av världens enda funna piratskepp Whydah säger; "under den period, Samuel Bellamy, Black Sam kallad, tog över femtio priser, kanske han bara deltog i två sjöstrider. Kapitulerade prisen skonades ofta besättningen och skeppet bordades, varefter det ibland sänktes. Manskapet ombord brukade få erbjudande om att ansluta sig till piraterna, de som inte ville detta, fick oftast fri lejd och sattes i land.".

### Användning av Jolly Roger idag
Användningen av den svarta piratflaggan slutade inte med sjöröveriets guldålder. Flaggan fortsatte att vara en erkänd symbol för krig, och den användes speciellt frekvent under Första Världskriget och hissades när besättningen återvände segerrika efter att ha fullgjort sitt uppdrag. I militär tradition användes den senare också under Andra Världskriget. Under vår tid används denna flagga fortfarande av den engelska flottan, och i synnerhet av ubåtar som för traditionen vidare. Andra militära förband anammade också den berömda flaggan, men den här gången i luften. Faktum är att sedan 1943 har amerikanska flygplan använt den svarta piratflaggan, som man har kunnat se på ett brett utbud av flygplan sedan dess.

## Dödskallen och benknotorna
Den mest välkända Jolly Roger, som tillhörde kapten Edward Englands besättning (dödskalle med två benknotor på svart bakgrund, som i bilden till höger), var bara deras piratflagga. Alla piratbesättningar hade egna för dem unika flaggor och då inte bara svarta, utan även röda, som var minst lika fruktade. Edward Englands Jolly Roger blev en generell piratflagga i Hollywoods filmer.

## Andra varianter
Som exempel på andra varianter kan nämnas Kapten Rackhams flagga hade en dödskalle och två svärd mot en svart bakgrund.

### Organisationer som använder Jolly Roger
- Home Taping is Killing Music
- Piratbyrån
- Skull and Bones
- The Pirate Bay